# 원간
원간(袁幹, ? ~ ?)은 전한 중기의 인물로, 회양군 어현(圉縣) 사람이다.

## 생애
정화 2년(기원전 91년), 공손용(公孫勇)이 빈객 호천(胡倩) 등과 함께 모반하였다. 호천은 광록대부를 사칭하여 진류의 전사(傳舍·여행객이 묵는 숙소)에 머물렀다가 회양태수 전광명에게 정체가 탄로나 죽었다. 한편 공손용은 수레를 타고 어현에 도착하였고, 현에서는 소사(小史) 원간을 시켜 시중을 들게 하였다. 그러나 공손용 또한 정체가 탄로나 위불해·강덕·소창에게 사로잡혔다.
조정에서는 전광명 등을 불러들였고, 공로를 치하하여 위불해·강덕·소창을 열후에 봉하였다. 이때 따라갔던 원간은 슬며시 참견하였고, 무제는 원간에게 물었다.
| “ | 하고 싶은 말이 있느냐? | ” |

| “ | 후(侯)가 되면 동쪽으로 돌아갈 수 있지 않습니까? | ” |

| “ | 너도 원하느냐? 네 고을 이름이 무엇이냐? | ” |

| “ | 유향(遺鄕)입니다. | ” |

| “ | 유향은 네가 쓰도록 하라. | ” |

무제는 원간을 관내후에 봉하고 유향의 6백 호를 식읍으로 주는 한편, 황문랑(黃門郞)에 임명하였다. 작위는 아들 원경(袁經)·손자 원산(袁山)까지 이어졌다.

## 출전
- 《국삼로원량비》(國三老袁良碑)
- 반고, 《한서》 권90 혹리전